# إلس كالينز
إلس كالينز مواليد 20 أغسطس 1970 في أنتويرب، هي لاعبة كرة مضرب بلجيكية سابقة بدأت مسيرتها كمحترفة سنة 1990 وكانت تلعب باليد اليمنى، اعتزلت اللعب في 2011. أعلى تصنيف لها في الفردي كان المركز الـ 43 في سنة 1997. سبق أن شاركت في دورة الألعاب الأولمبية الصيفية.

## الميداليات
| الميدالية | المسابقة                       |
| --------- | ------------------------------ |
| برونزية   | الألعاب الأولمبية الصيفية 2000 |

## روابط خارجية
- إلس كالينز على موقع رابطة محترفات التنس (الإنجليزية)
- إلس كالينز على موقع الاتحاد الدولي لكرة المضرب (الإنجليزية)
- إلس كالينز على موقع كأس بيلي جين كينغ (الإنجليزية)
- إلس كالينز على موقع خلاصة التنس.كوم (الإنجليزية)
- إلس كالينز على موقع اللجنة الأولمبية الدولية (الإنجليزية)
- إلس كالينز على موقع أوليمبيديا (الإنجليزية)
- إلس كالينز على موقع اللجنة الأولمبية البلجيكية (الهولندية)